# Foreste Alto Bacino dell'Arno
Foreste Alto Bacino dell'Arno este o arie protejată (arie specială de conservare — SAC, sit de importanță comunitară — SCI) din Italia întinsă pe o suprafață de 10.391 ha, integral pe uscat.

## Localizare
Centrul sitului Foreste Alto Bacino dell'Arno este situat la coordonatele 43°49′52″N 11°45′19″E / 43.831111°N 11.755278°E.

## Înființare
Situl Foreste Alto Bacino dell'Arno a fost declarat sit de importanță comunitară în iunie 1995 pentru a proteja 36 de specii de animale. Situl a fost protejat și ca arie specială de conservare în decembrie 2016.

## Biodiversitate
Situată în ecoregiunea continentală, aria protejată conține 20 de habitate naturale: Formațiuni ierboase bogate în specii de Nardus, dezvoltate pe substraturi silicioase în zone montane (și în zone submontane, în Europa continentală), Roci stâncoase cu vegetație pionieră de Sedo-Scleranthion sau Sedo albi-Veronicion dillenii, Păduri panonice-balcanice de stejar turcesc - stejar sesil, Formațiuni de Juniperus communis pe lande sau pajiști calcaroase, Păduri de Castanea sativa, Lacuri eutrofice naturale cu vegetație de tip Magnopotamion sau Hydrocharition, Pajiști carstice calcaroase sau bazofile, de Alysso-Sedion albi, Păduri de fag Luzulo-Fagetum, Pajiști uscate europene, Păduri de fag din Apenini cu Abies alba și păduri de fag cu Abies nebrodensis, Păduri de fag Asperulo-Fagetum, Râuri de munte și vegetația lor lemnoasă cu Salix elaeagnos, Liziere de ierburi înalte hidrofile de câmpie și de nivel montan până la alpin, Pajiști uscate seminaturale și facies de acoperire cu tufișuri pe substraturi calcaroase (Festuco-Brometalia) (* situri importante pentru orhidee), Ape puternic oligomezotrofe cu vegetație bentonică cu Chara spp., Fânețe de joasă altitudine (Alopecurus pratensis, Sanguisorba officinalis), Ape stătătoare oligotrofe până la mezotrofe, cu vegetație de Littorelletea uniflorae și/sau de Isoëto-Nanojuncetea, Pante stâncoase silicioase cu vegetație casmofită, Păduri aluvionare cu Alnus glutinosa și Fraxinus excelsior (Alno-Padion, Alnion incanae, Salicion albae), Peșteri inaccesibile publicului.
La baza desemnării sitului se află mai multe specii protejate:
- păsări (19): uliu porumbar (Accipiter gentilis), pescăruș albastru (Alcedo atthis), fâsă de pădure (Anthus trivialis), acvilă de munte (Aquila chrysaetos), caprimulg (Caprimulgus europaeus), cojoaica de pădure (Certhia familiaris), șerpar (Circaetus gallicus), erete cenușiu (Circus pygargus), Dryobates minor, ciocănitoare neagră (Dryocopus martius), șoim călător (Falco peregrinus), acvilă pitică (Hieraaetus pennatus), sfrâncioc roșiatic (Lanius collurio), ciocârlie de pădure (Lullula arborea), gaia neagră (Milvus migrans), pietrar sur (Oenanthe oenanthe), viespar (Pernis apivorus), pitulice sfârâitoare (Phylloscopus sibilatrix), brumăriță de pădure (Prunella modularis)
- amfibieni (3): Bombina pachypus, Salamandrina terdigitata, Triturus carnifex
- mamifere (6): liliac cârn (Barbastella barbastellus), lupul (Canis lupus), liliac cu aripi lungi (Miniopterus schreibersii), liliac cărămiziu (Myotis emarginatus), liliacul mare cu potcoavă (Rhinolophus ferrumequinum), liliacul mic cu potcoavă (Rhinolophus hipposideros)
- nevertebrate (6): Austropotamobius pallipes, fluturele de noapte (Eriogaster catax), Euplagia quadripunctaria, rădașcă (Lucanus cervus), Rosalia alpina, Vertigo angustior
- pești (2): Padogobius nigricans, Telestes muticellus

Pe lângă speciile protejate, pe teritoriul sitului au mai fost identificate 15 specii de plante, 2 specii de păsări, 6 specii de amfibieni, 13 specii de mamifere, 11 specii de nevertebrate, 3 specii de reptile.